# Олдерсбек
Олдерсбек (њем. Oldersbek) општина је у њемачкој савезној држави Шлезвиг-Холштајн. Једно је од 132 општинска средишта округа Нордфризланд. Према процјени из 2010. у општини је живјело 647 становника. Посједује регионалну шифру (AGS) 1054096.

## Географски и демографски подаци
Олдерсбек се налази у савезној држави Шлезвиг-Холштајн у округу Нордфризланд. Општина се налази на надморској висини од 11 метара. Површина општине износи 10,8 km². У самом мјесту је, према процјени из 2010. године, живјело 647 становника. Просјечна густина становништва износи 60 становника/km².